# Консоль (конструкція)

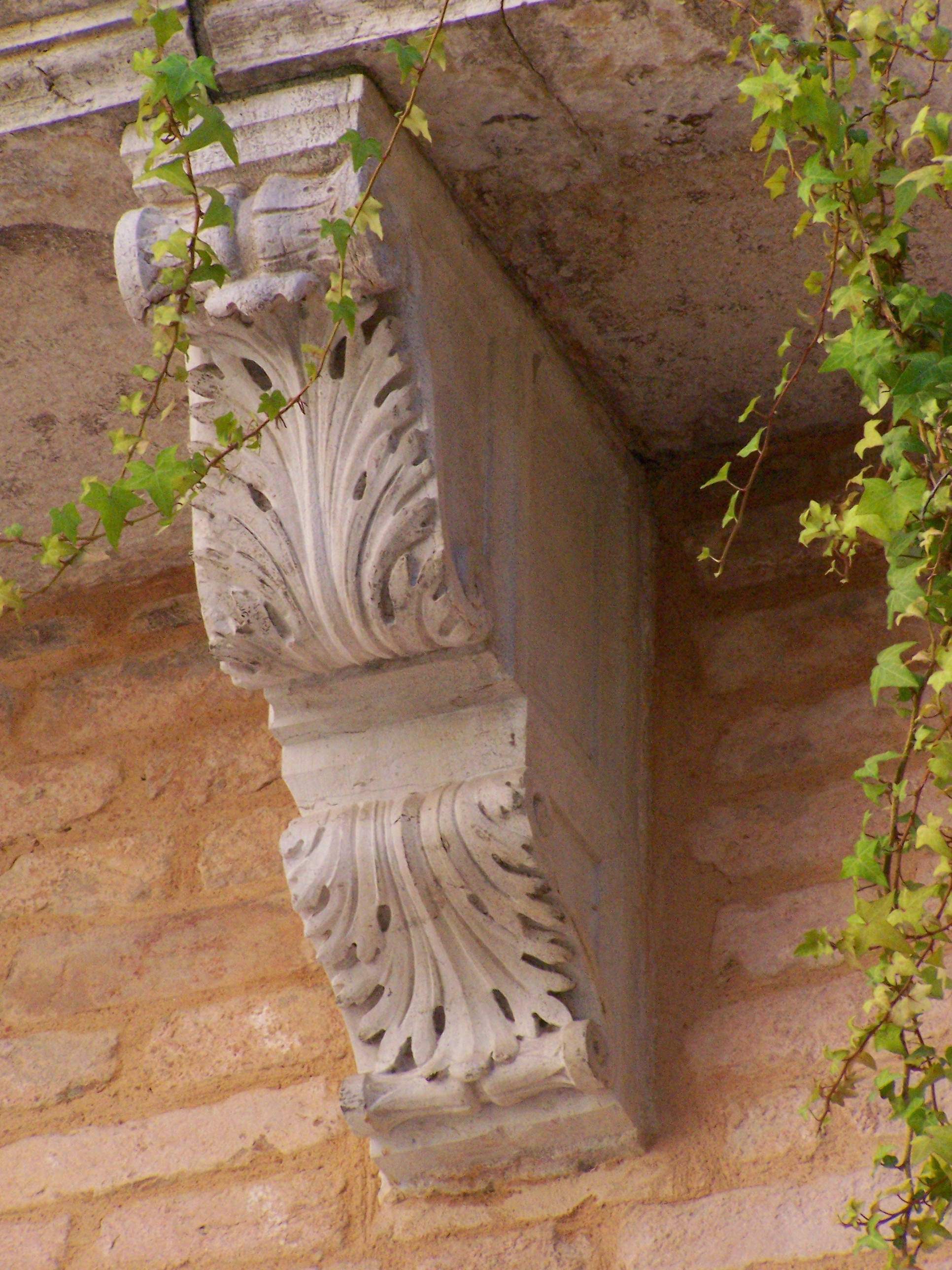
Консоль на балконі. Venice, Italy.

Консо́ль (англ. console, cantilever; нім. Ausleger m, Konsole f) — опорна конструкція, балка чи ферма, закріплена одним кінцем, що підтримує частини будівлі чи інші предмети, що виступають.
Консоль — опори або кронштейну з одним жорстко закріпленим кінцем при другому вільному кінці. Консоль застосовують для опори виступаючої частини конструкції, наприклад, карнизу, балкону. Профіль консолі часто має форму завитка.